# Eijsden-Margraten
Eijsden-Margraten é um município dos Países Baixos, situado na província de Limburgo. Tem 78,77 km² de área e sua população em 2020 foi estimada em 25.775 habitantes.